# 河野六郎
河野 六郎（こうの ろくろう、1912年12月16日 - 1998年10月7日）は、日本の言語学者。文学博士（東京大学、1962年）。東京教育大学名誉教授。専門は朝鮮語・中国語。

## 人物
1912年、兵庫県神戸市生まれ。第一高等学校を経て、1937年（昭和12年）東京帝国大学言語学科卒業。
1940年（昭和15年）小倉進平の推薦を受け京城帝国大学助手に就任。1941年（昭和16年）同大講師。1942年（昭和17年）同大助教授。
第二次世界大戦後、1958年より東京教育大学言語学教室教授。1962年、「朝鮮漢字音の研究」を東京大学に提出して文学博士号を取得。1976年、東京教育大学定年退官後に大東文化大学教授に就いた（1983年まで）。1986年、日本学士院会員。

## 受賞・栄典
- 1993年：文化功労者。

## 家族・親族
- 兄：河野与一は哲学者で翻訳家。

## 著作
- 朝鮮方言学試攷  「鋏」語考 東都書籍京城支店 1945
- 河野六郎著作集 全3巻 平凡社 1979-1980、復刊1993

1朝鮮語学論文集、2中国音韻学論文集、3文字論・雑纂
- 言語学大辞典 亀井孝 千野栄一共編 三省堂 1988
- 文字論 三省堂 1994
- 文字贔屓 文字のエッセンスをめぐる3つの対話 西田龍雄共著 三省堂 1995

### 翻訳
- 銀のナイフ ヤン・セレリヤー（Ian Serraillier） 岩波少年文庫 1959
- 言語学と哲学－言語の哲学定項についての試論　エティエンヌ・ジルソン 岩波書店 1974